# Zelená Ves
Zelená Ves (německy Gründorf) je malá vesnice, část obce Mezilesí v okrese Pelhřimov. Nachází se asi 1 km na severovýchod od Mezilesí. V roce 2009 zde bylo evidováno 31 adres. V roce 2001 zde trvale žilo 46 obyvatel.
Zelená Ves leží v katastrálním území Mezilesí o výměře 6,98 km2.

## Historie
První písemná zmínka o obci pochází z roku 1843.

## Galerie

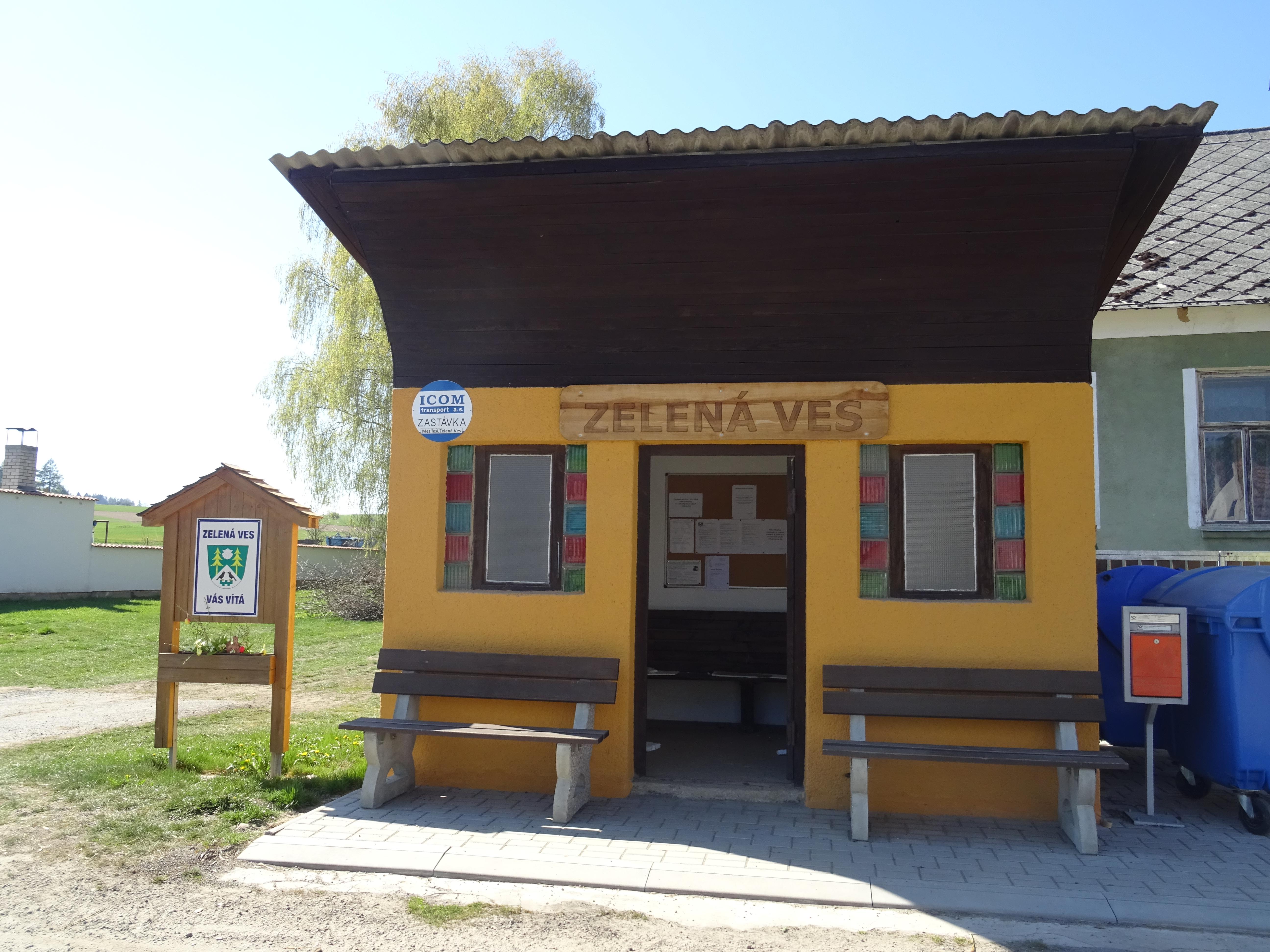
Autobusová zastávka
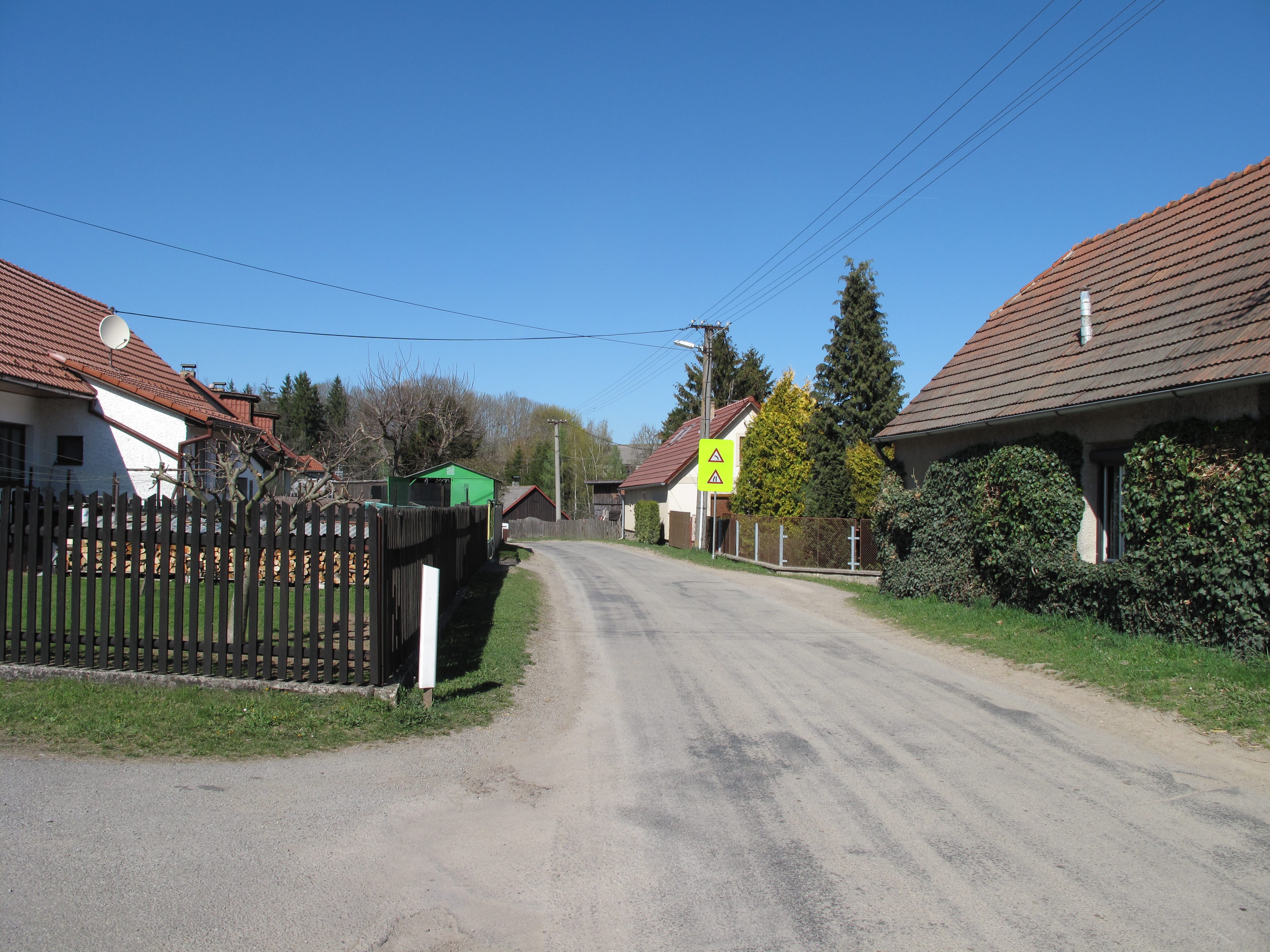
Hlavní silnice

## Pamětihodnosti
- Socha sv. Jana Nepomuckého